# Evanina wiltshirei
Evanina wiltshirei là một loài bướm đêm trong họ Noctuidae.